# Euphrasia davidssonii
Euphrasia davidssonii är en snyltrotsväxtart som beskrevs av Herbert William Pugsley. Euphrasia davidssonii ingår i släktet ögontröster, och familjen snyltrotsväxter. Inga underarter finns listade i Catalogue of Life.